# Anna Łukasiak
Anna Łukasiak (ur. 5 stycznia 1988) – polska zapaśniczka walcząca w stylu wolnym. Brązowa medalistka mistrzostw świata 2022, a także mistrzostw Europy w 2021 i 2022 roku.
Zajęła piąte miejsce na mistrzostwach świata w 2013, natomiast w Mistrzostwach Europy była piąta w 2013, 2014, 2017 i 2023. Piąta na Igrzyskach europejskich w 2019. Dziesiąta na uniwersjadzie w 2013. Akademicka wicemistrzyni świata w 2016 i trzecia w 2008 i 2014. Trzecia na Światowych Igrzyskach Sportów Walki w 2010. Piąta w Pucharze Świata w 2022; siódma w 2015 i indywidualnie Pucharze Świata w 2020. Zdobyła siedemnaście medali mistrzostw Polski.
Zaczęła uprawiać zapasy w wieku 18 lat pod opieką trenera Artura Kruszewskiego.